# 帕尔斯科耶农村居民点
帕尔斯科耶农村居民点（俄语：Парское сельское поселение）是俄罗斯联邦伊万诺沃州罗德尼基区所属的一个农村居民点。其下辖有46个居民点，行政中心为帕尔斯科耶。据2016年统计，该农村居民点的人口为2872人。